# Одеяльный протест
Одея́льный протест (англ. Blanket protest) — одна из составляющих пятилетнего (1976—1981) конфликта, вызванного отменой британским правительством Special Category Status по отношению к ирландским республиканцам из Ирландской республиканской армии и Ирландской национальной освободительной армии. Протест, заключавшийся в отказе от ношения тюремной униформы (и ношении вместо этого одеял) в тюрьме Мэйз, имел целью добиться выполнения следующих пяти требований:
1. права не носить тюремную униформу;
2. права не делать тюремную работу;
3. права на свободу связи с другими заключёнными, а также на организацию образовательных и развлекательных мероприятий;
4. права на один визит, одно письмо и одну посылку каждую неделю;
5. полного права на помилование (full restoration of remission lost through the protest).[2]

Одеяльный протест начался 14 сентября 1976 года, когда новоприбывший заключённый Киран Нугент (Kieran Nugent) отказался носить тюремную форму. Сам Киран описывал своё пребывание в тюрьме Мэйз следующим образом:

Я был доставлен прямо в блоки. Ячейка 17, D крыло H1 или 2. Я был раздет и избит. Тюремщики, знавшие меня, сказали: «Теперь мы главные. Здесь нет OC». Тюремщик сказал мне: «Какой у тебя объём талии и какой размер ты носишь?». Я спросил: «Это для чего?», и он ответил мне: «Для униформы». Я сказал: «Да вы шутите». Я был единственным в H-блоках. Они потащили меня в камеру. Дэви Лонг [один из надзирателей] хотел пойти на компромисс. Он предложил мне надеть мои ботинки и брюки, если я буду носить тюремную рубашку. Я лишь рассмеялся. Он запер дверь. Я лежал на полу всю ночь без матраса, одеяла или чего-либо ещё. Тепла было достаточно, я спал.
Оригинальный текст (англ.)I was brought straight to the blocks. Cell 17, D wing H1 or 2. I was stripped and beaten. The screws who knew me said, 'We are the bosses now. There are no OCs here'. A screw said to me, 'What size are you in the waist and what size are you for shows?' I asked him 'What for?' and he told me 'For a uniform'. I said, 'You have got to be joking'. I was the only one in the H-Blocks. They dragged me into the cell. Davy Long [one of the warders] wanted me to compromise. He suggested I wore my own shoes and trousers if I wore a prison shirt. I just laughed. He locked the door. I lay on the floor all night without mattress, blankets or anything else. The heat was reasonable in all fairness and I slept.

На второй день Нугент получил одеяло, которое носил весь свой срок. Униформу он надел лишь однажды, так как это было условием для свидания с матерью.
Новоприбывающие заключённые стали присоединяться к протесту. Так как ношение униформы было условием выхода из камеры, они сидели в камерах 24 часа в сутки. Тюремный комендант предлагал им тюремную униформу раз в две недели; они отказывались. За протест вводилось наказание «на досках», когда из камеры убиралась вся мебель, а заключённых переводили на рацион из чая без молока, водянистого супа и сухого хлеба. Кроме того, участие в протесте отнимало шанс на 50-процентное сокращение срока и три посещения в месяц «за хорошее поведение»; учитывая запрет на выход из камер без формы, заключённые лишались и четвёртого, уставного посещения. Единственной связью с миром оставалось подвергавшееся цензуре письмо раз в месяц; спустя некоторое время некоторые заключённые согласились надевать униформу для того, чтобы через разрешённые свидания поддерживать связь с военным руководством ИРА.
Отсутствие успеха в достижении прав со временем привело к другим формам протеста — грязному протесту и голодовкам, финальной из которых стала ирландская голодовка 1981 года.